# Paraliparis holomelas
Paraliparis holomelas és una espècie de peix pertanyent a la família dels lipàrids.

## Descripció
- Fa 9,5 cm de llargària màxima.[5][6]

## Hàbitat
És un peix marí i batidemersal que viu entre 128 i 3.356 m de fondària.

## Distribució geogràfica
Es troba al Pacífic nord: el mar d'Okhotsk, el nord de les illes Kurils, el sud-est de Kamtxatka, el sud del mar de Bering, el golf d'Alaska i la Colúmbia Britànica.

## Observacions
És inofensiu per als humans.